# Cytinus
Cytinus es un género de plantas parásitas perteneciente a la familia Cytinaceae.  Comprende 14 especies descritas y de estas, solo 8 aceptadas.

## Descripción
Son plantas parásitas de los géneros Cistus y Halimium, dos géneros de la familia de las cistáceas.
Son plantas originarias de la región mediterránea, una de ellas de la cuenca del Mediterráneo (Cytinus hypocistis) y las otras de Sudáfrica y posiblemente algunas especies aún no descritas de Madagascar. Si su líquido es extraído, la planta muere y debajo de su tallo crecen semillas, de las cuales nacerán más Cytinus

## Biología
C. capensis y C. sanguineus son plantas dioicas, mientras que C. hypocistis es monoica.
C. hypocistis parasita principalmente Halimium halimifolium y Cistus monspeliensis en Portugal.

## Sistemática
El género Cytinus estaba antes incluido en la familia de plantas parásitas Rafflesiaceae, pero ahora ha sido trasladado a la familia  Cytinaceae (order Malvales), junto con el género Bdallophytum.
Cytinus ruber ahora se considera una subespecie de C. hypocistis'.

## Usos

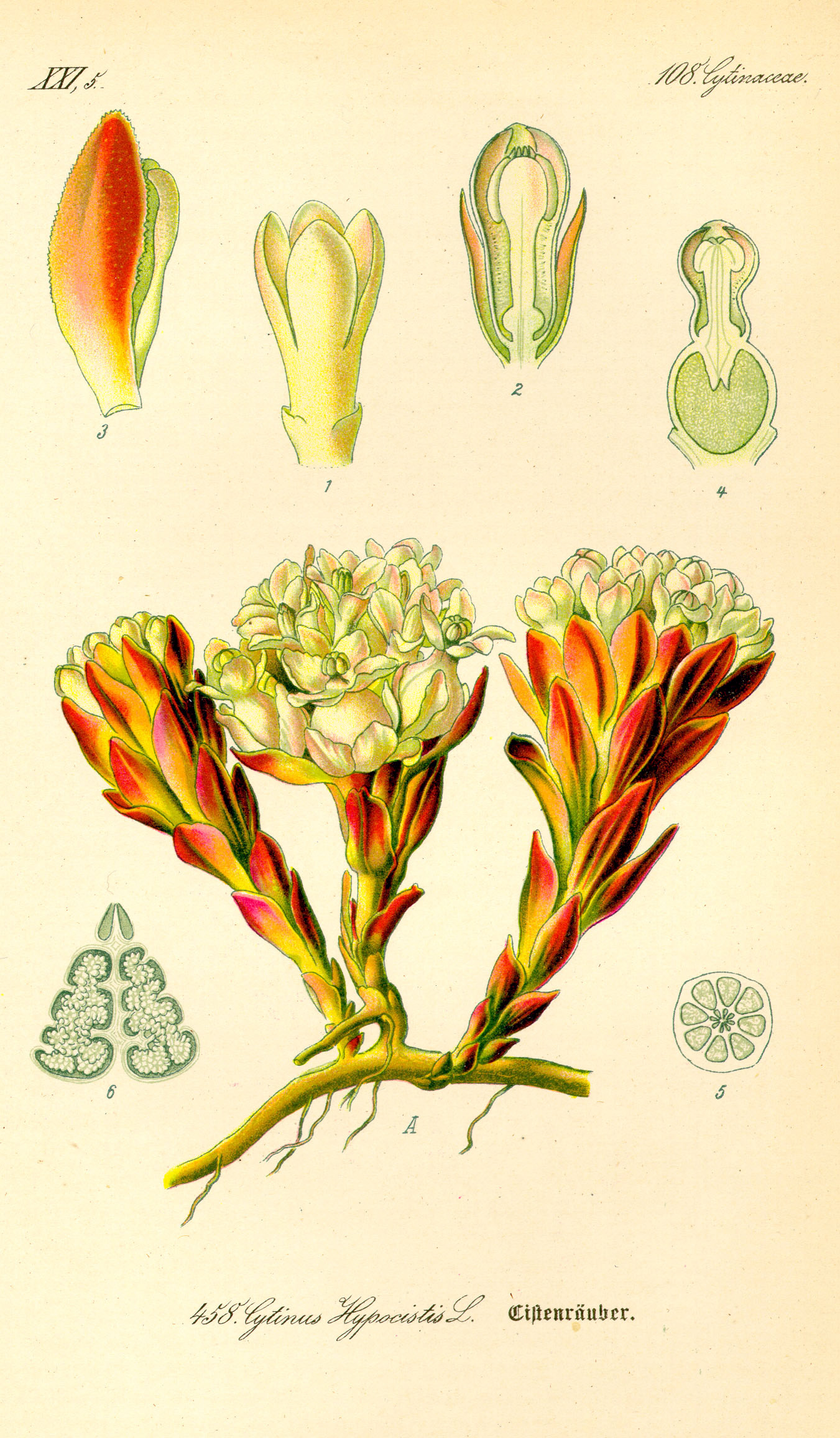
Las flores de C. hypocistis.

Los ejemplares jóvenes de C. hypocistis se comen como los espárragos y un extracto de la planta se usa contra la disentería, tumores de la garganta y como astringente. C. ruber también es comestible y en medicina popular se le ha usado como emenagogo

## Taxonomía
El género fue descrito por Carlos Linneo y publicado en Genera Plantarum, ed. 6 576, ("566"). 1764. La especie tipo es: Cytinus hypocistis
Etimología
Cytinus: nombre genérico que proviene del griego antiguo k´ytinos; latíniado cytinus(quitinus) = en origen, "el botón floral del granado (Punica granatum L., punicáceas)"; pero en el Pseudo Dioscórides, nombre ulterior de la hypokist( h)ís, la que en Dioscórides es una planta que “nace junto à las rayzes del Cisto, y se parece à la flor del granado”, según la traducción de Laguna –gr. hypó = "bajo, debajo de, etc."; gr. kísthos (kisthós, kístos); lat. cisthos = diversas especies del género Cistus L. (cistáceas)–. Resulta versosímil, ciertamente, que la planta de la que hablaban es la filosa o melera, Cytinus sp.

## Especies aceptadas
A continuación se brinda un listado de las especies del género Cytinus aceptadas hasta febrero de 2014, ordenadas alfabéticamente. Para cada una se indica el nombre binomial seguido del autor, abreviado según las convenciones y usos.
- Cytinus baronii Baker f.
- Cytinus capensis — Sudáfrica
- Cytinus glandulosus Jum.
- Cytinus hypocistis — Mediterráneo desde Marruecos al sur de Francia y Turquía
- Cytinus malagasicus Jum. & H.Perrier
- Cytinus ruber - Mediterráneo (es ahora C. hypocistis ssp. clusii)
- Cytinus sanguineus — Sudáfrica
- Cytinus visseri — Sudáfrica